# Джордани, Луиджи
Луиджи Джордани (итал. Luigi Giordani; 13 октября 1822, Санта-Мария-Кодифьюме, Папская область — 21 апреля 1893, Феррара, королевство Италия) — итальянский кардинал. Титулярный епископ Филадельфии Аравийской с 6 марта 1871 по 22 июня 1877. Вспомогательный епископ Феррары с июля 1872 по 22 июня 1877. Архиепископ Феррары с 22 июня 1877 по 21 апреля 1893. Кардинал-священник с 14 марта 1887, с титулом церкви Санти-Сильвестро-э-Мартино-ай-Монти с 17 марта 1887.